# Rhodospatha steyermarkii
Rhodospatha steyermarkii G.S.Bunting – gatunek wieloletnich, wiecznie zielonych pnączy z rodziny obrazkowatych, endemicznych dla Sucre w Wenezueli, zasiedlających wilgotne lasy równikowe.